# Lista de municípios de Cidade Real (província)

Mapa de localização da Província Real na Espanha

Mapa com a divisão dos municípios da Província Real na

Ciudad Real é uma província espanhola da comunidade autônoma de Castilla-La Mancha, com capital na cidade homônima de Ciudad Real. Tem uma população de 495.045 habitantes (INE 2020), distribuída por 102 municípios. No noroeste elevam-se os Montes de Toledo, enquanto ao sul, na fronteira com a Andaluzia, ergue-se a Serra Morena. A parte central e oriental da província, atravessada pelo rio Guadiana, é ocupada pela planície de La Mancha. Com uma área de 19 813 km², limita a norte com Toledo, a nordeste com Cuenca, a este com Albacete, a ao sul com Jaén e Córdoba e a oeste com Badajoz. Possui um enclave, o município de Anchuras, no noroeste da província.
Esta é uma lista dos 102 municípios da província espanhola de Cidade Real na comunidade autónoma da Castela-Mancha.

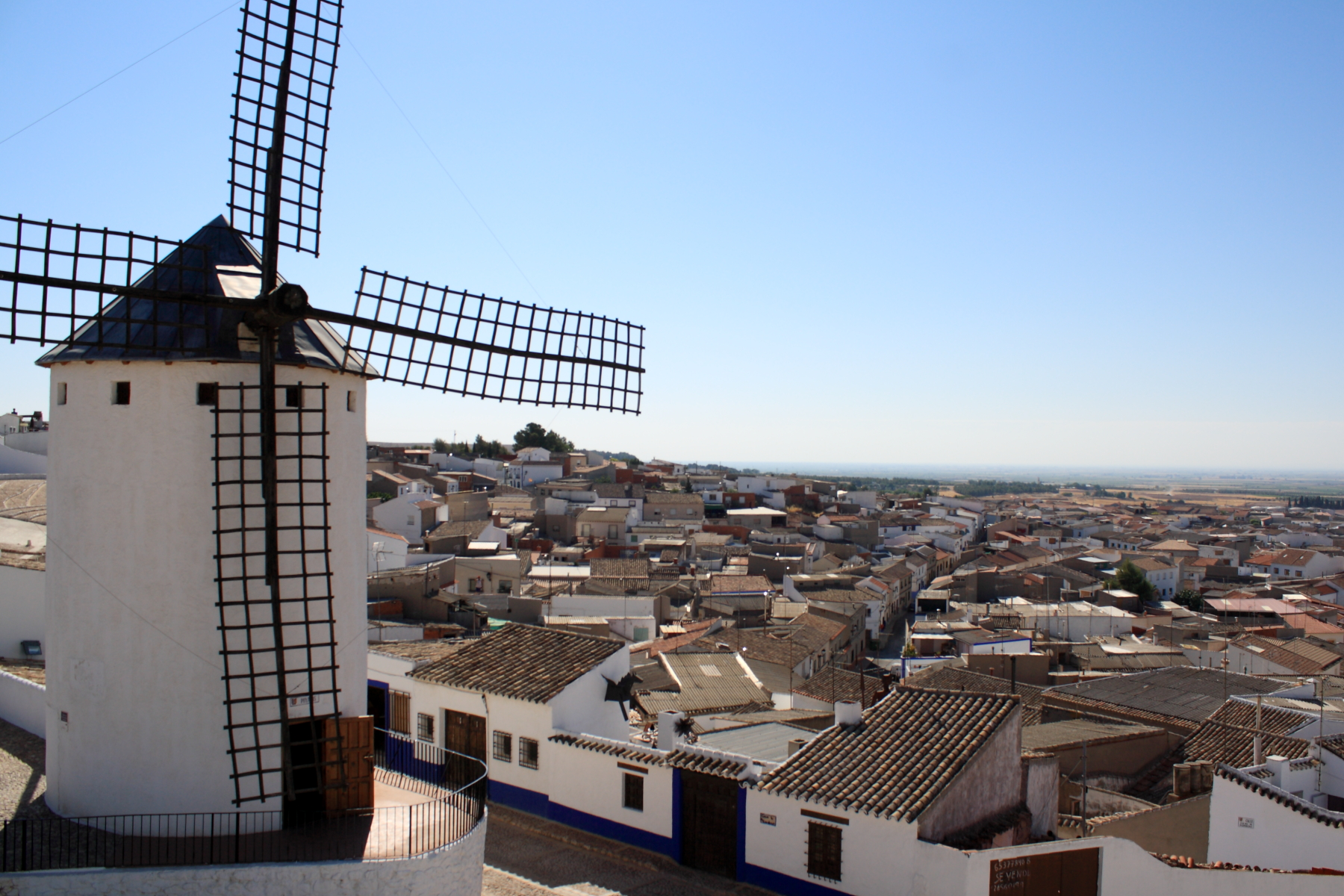
Campo de Criptana

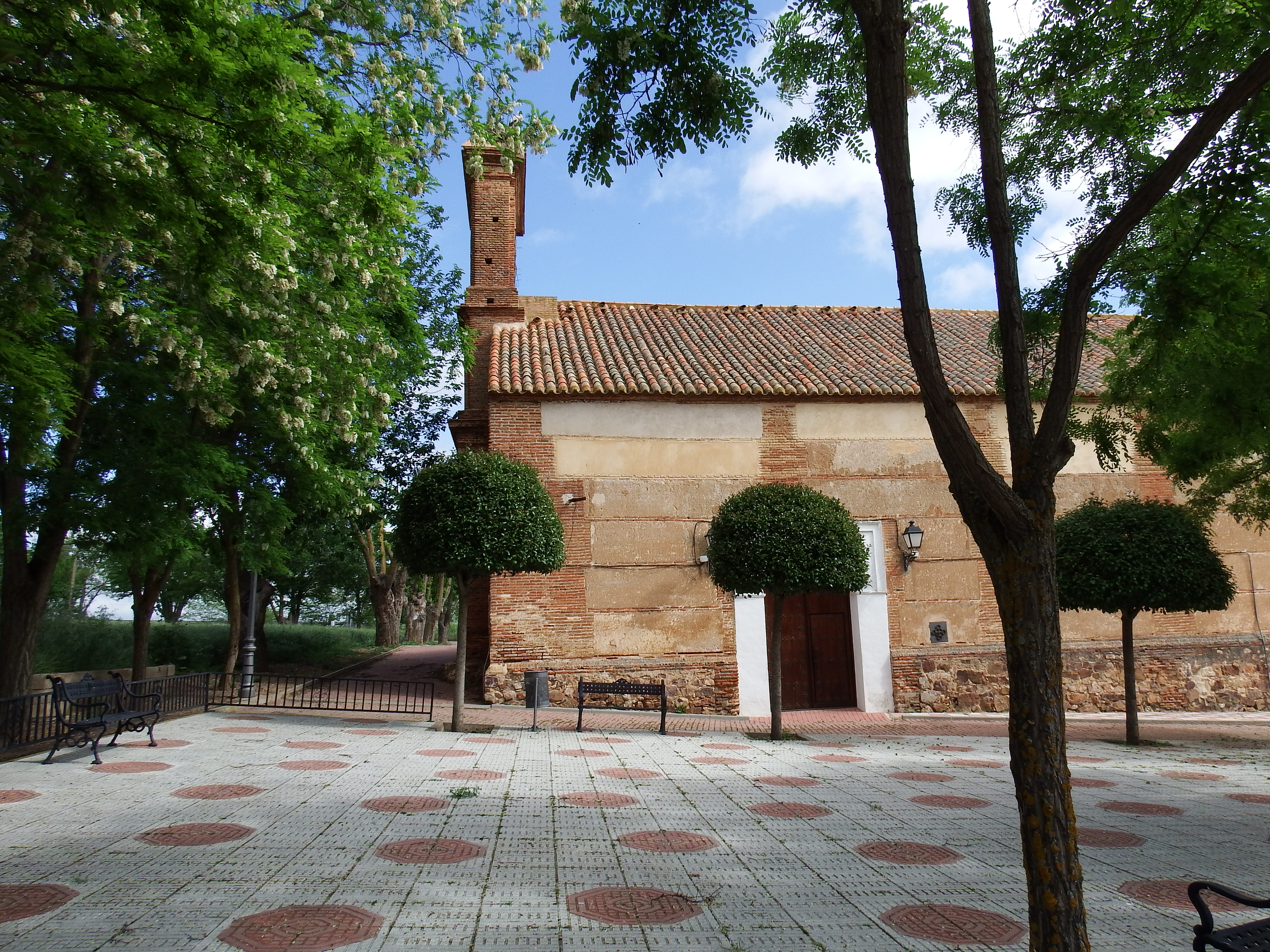
Cañada de Calatrava

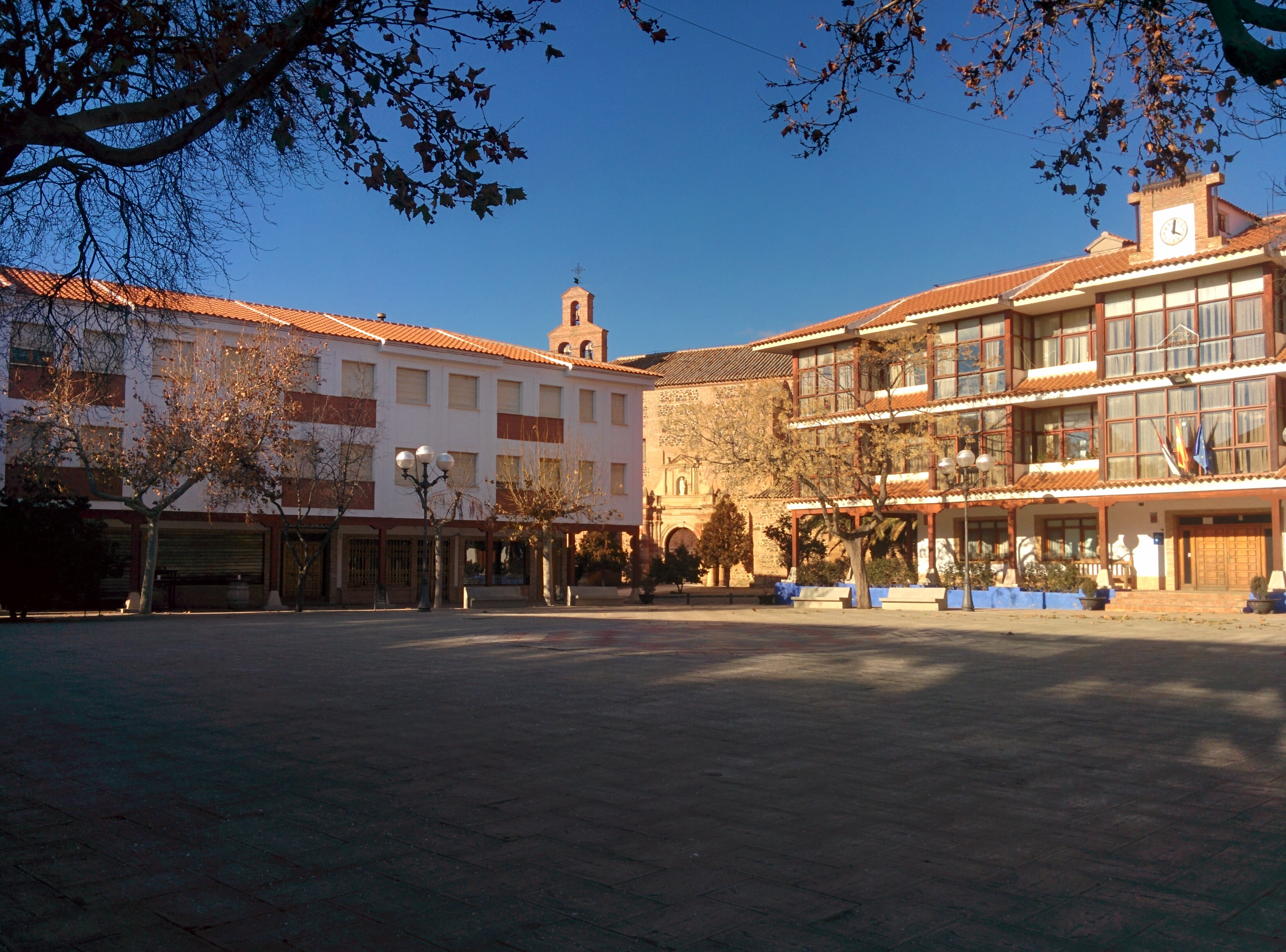
Castellar de Santiago

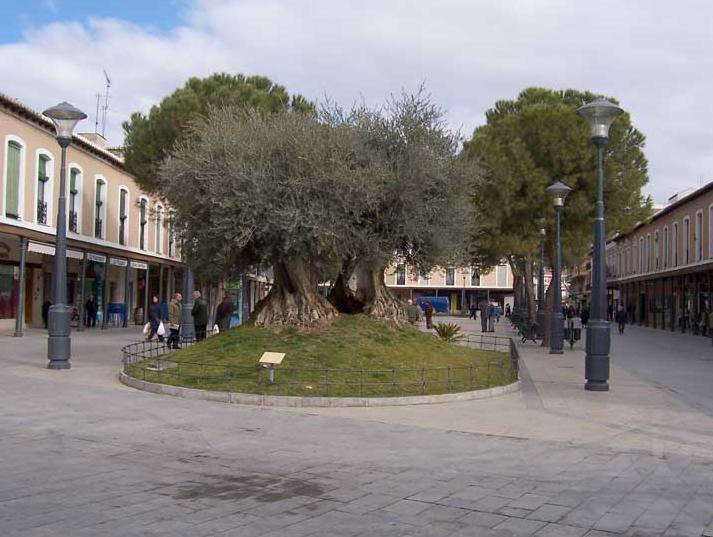
Daimiel

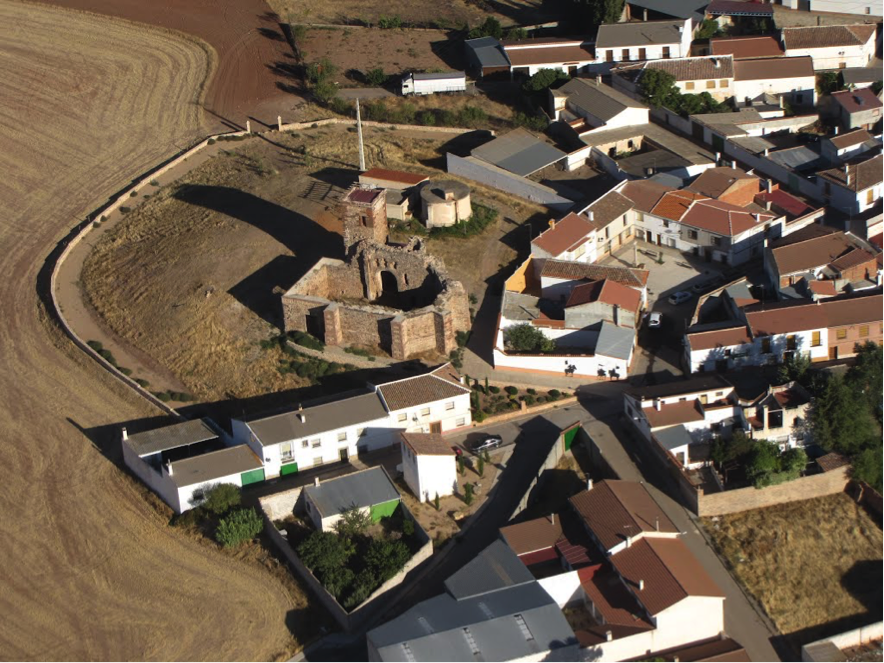
Fuenllana

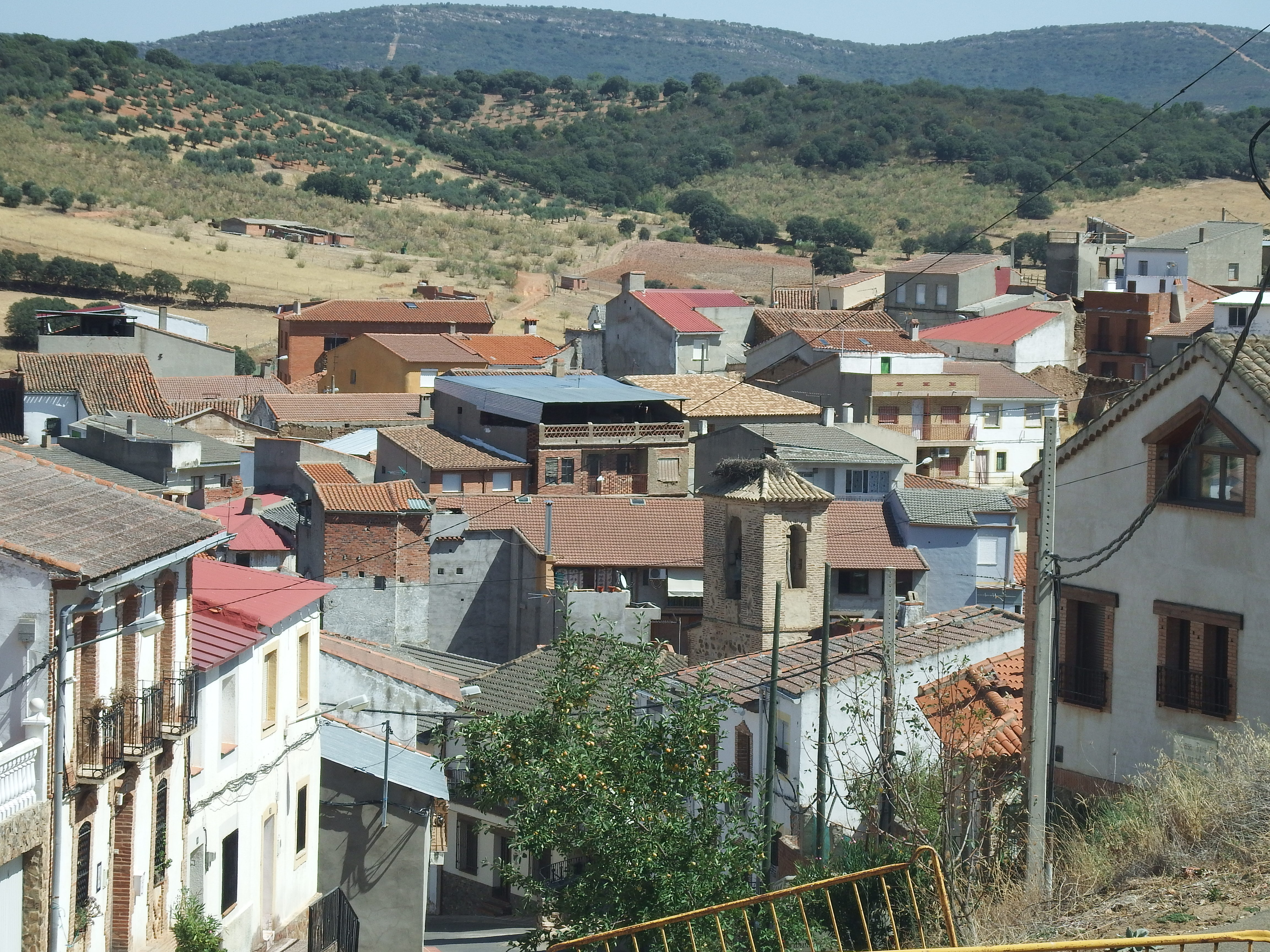
Horcajo de los Montes

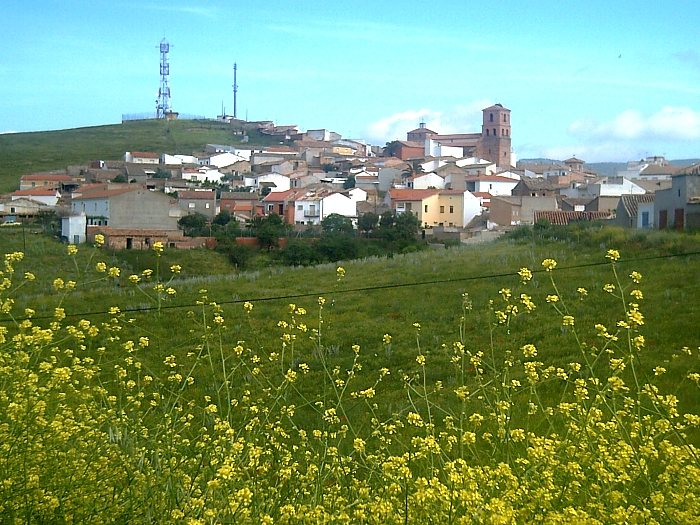
Mestanza

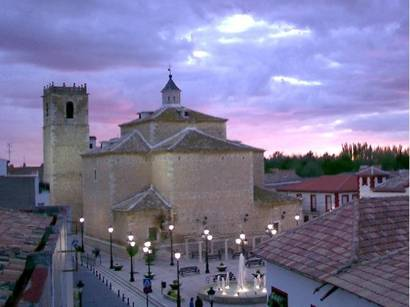
Pedro Muñoz

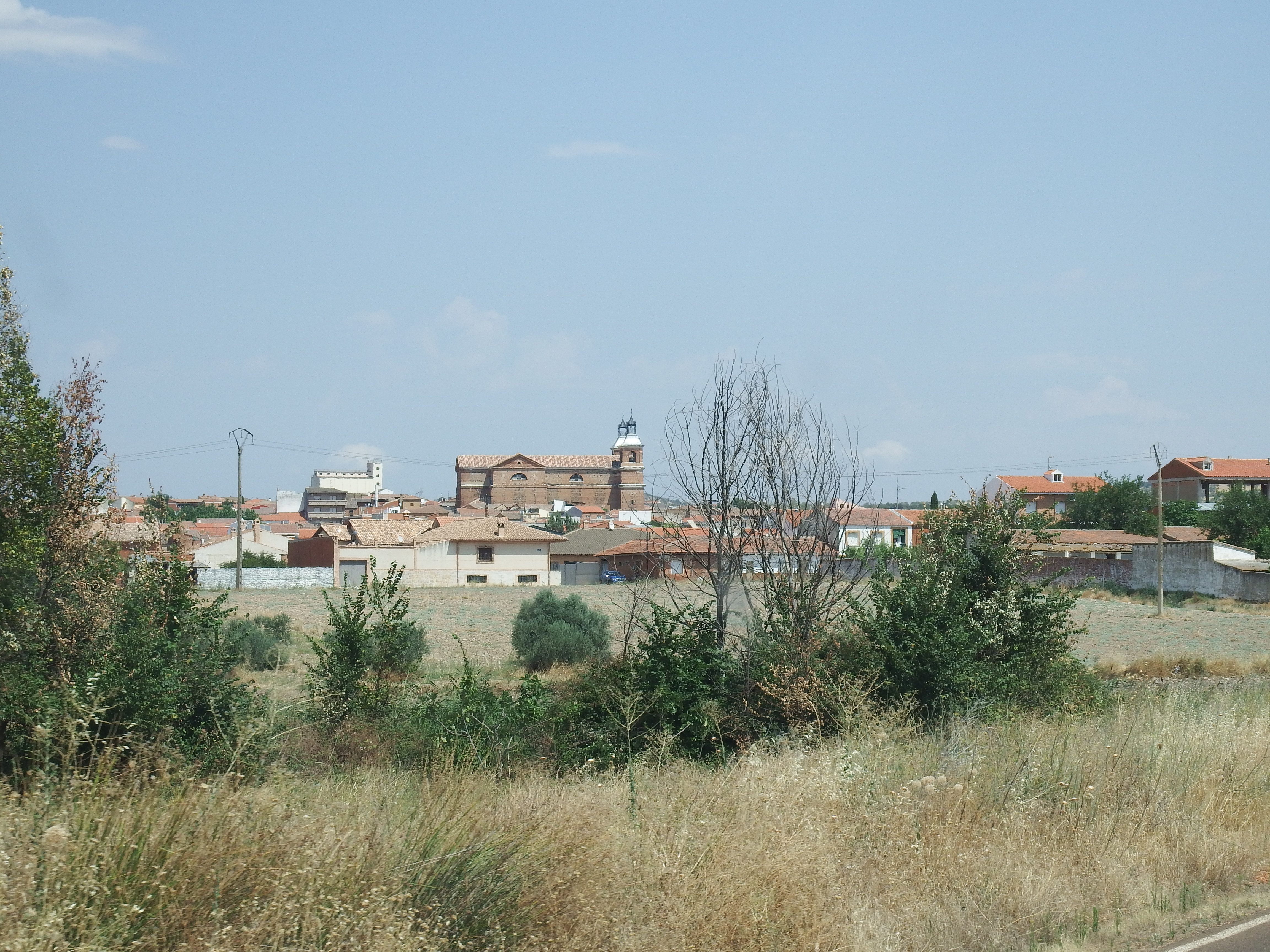
Piedrabuena

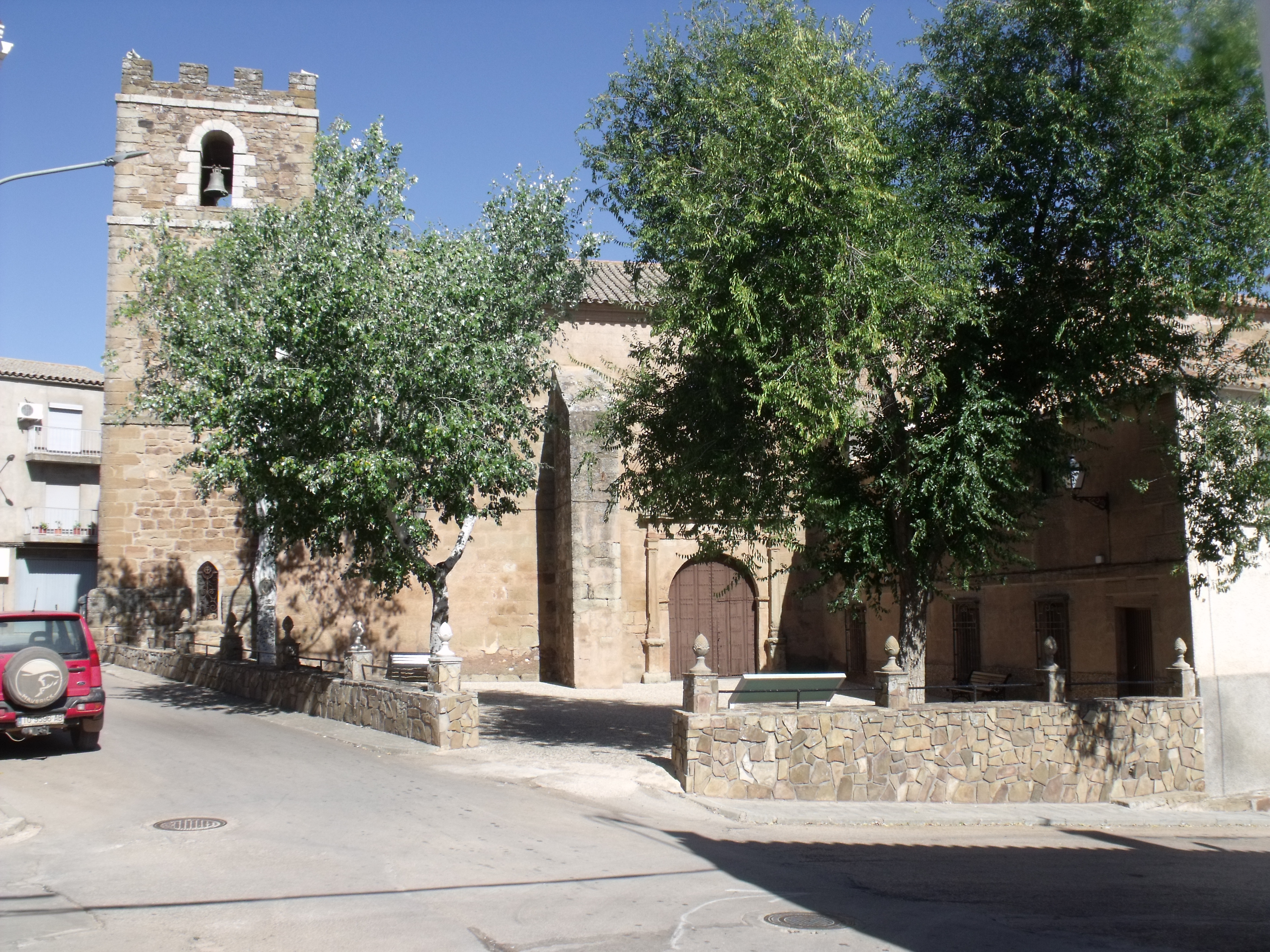
Puebla del Príncipe

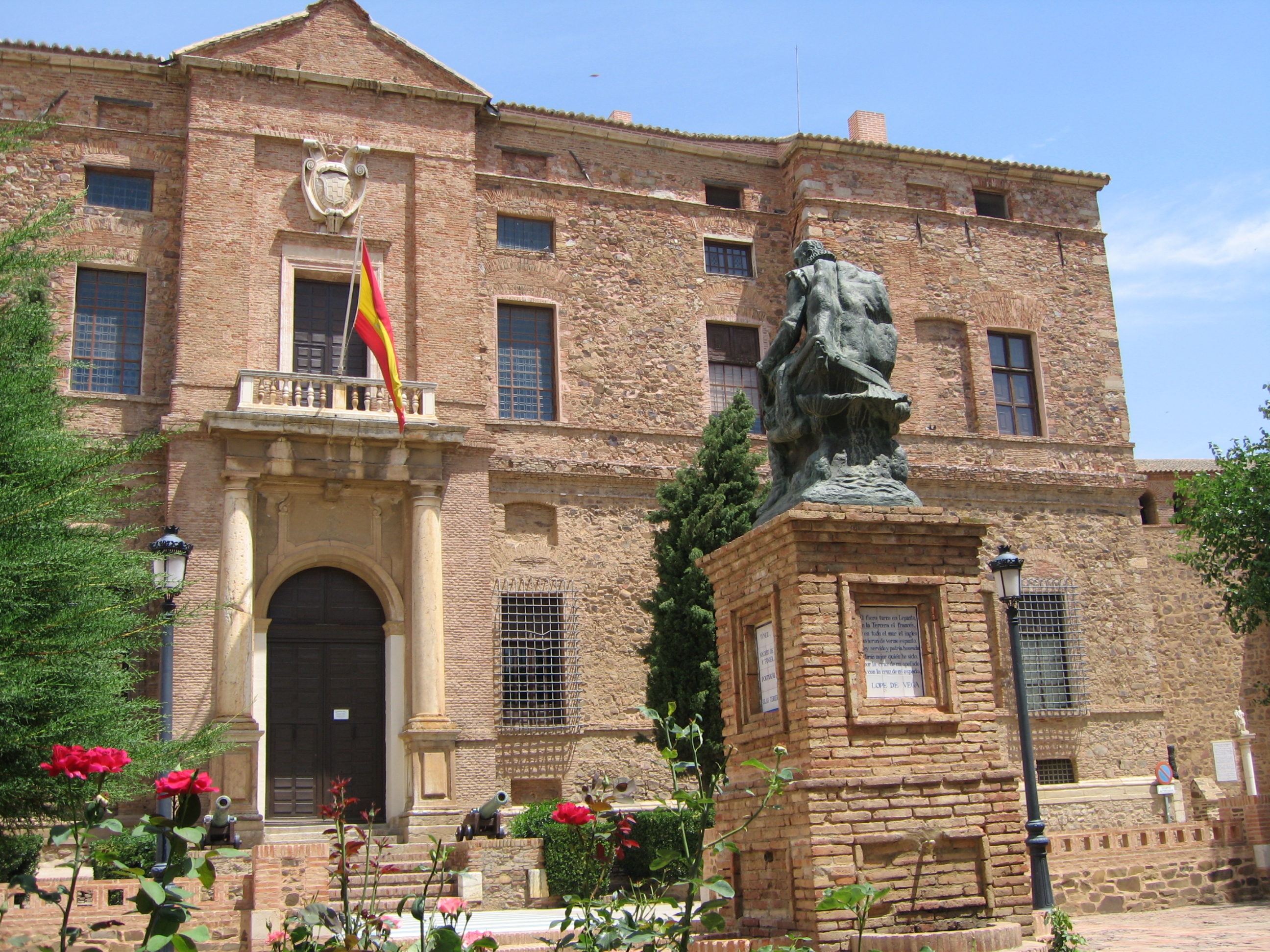
Viso del Marqués

| Nome                          | Pop. (2010) | Pop. (2015) | Pop. (2020) |
| ----------------------------- | ----------- | ----------- | ----------- |
| Abenójar                      | 1.598       | 1.471       | 1.351       |
| Agudo                         | 1.871       | 1.750       | 1.657       |
| Alamillo                      | 535         | 531         | 476         |
| Albaladejo                    | 1.506       | 1.323       | 1.108       |
| Alcázar de San Juan           | 31.120      | 31.269      | 30.766      |
| Alcoba (Alcoba de los Montes) | 717         | 637         | 542         |
| Alcolea de Calatrava          | 1.627       | 1.475       | 1.387       |
| Alcubillas                    | 582         | 518         | 461         |
| Aldea del Rey                 | 2.003       | 1.823       | 1.631       |
| Alhambra                      | 1.114       | 1.042       | 1.005       |
| Almadén                       | 6.175       | 5.794       | 5.200       |
| Arenas de San Juan            | 1.044       | 1.067       | 1.011       |
| Argamasilla de Alba           | 7.415       | 7.110       | 6.955       |
| Argamasilla de Calatrava      | 5.928       | 5.992       | 5.841       |
| Arroba de los Montes          | 523         | 471         | 421         |
| Ballesteros de Calatrava      | 491         | 416         | 376         |
| Bolaños de Calatrava          | 12.236      | 12.001      | 12.019      |
| Brazatortas                   | 1.119       | 1.038       | 995         |
| Cabezarados                   | 350         | 328         | 312         |
| Cabezarrubias del Puerto      | 561         | 521         | 473         |
| Calzada de Calatrava          | 4.458       | 4.122       | 3.630       |
| Campo de Criptana             | 15.048      | 14.126      | 13.312      |
| Cañada de Calatrava           | 123         | 106         | 100         |
| Caracuel de Calatrava         | 169         | 165         | 122         |
| Carrión de Calatrava          | 2.937       | 3.090       | 3.099       |
| Carrizosa                     | 1.466       | 1.331       | 1.188       |
| Castellar de Santiago         | 2.223       | 2.055       | 1.862       |
| Chillón                       | 2.030       | 1.937       | 1.790       |
| Ciudad Real                   | 74.345      | 74.427      | 75.504      |
| Corral de Calatrava           | 1.221       | 1.135       | 1.117       |
| Cózar                         | 1.238       | 1.092       | 952         |
| Daimiel                       | 18.656      | 18.577      | 17.916      |
| El Robledo                    | 1.314       | 1.228       | 1.053       |
| Fernán Caballero              | 1.148       | 1.069       | 985         |
| Fontanarejo                   | 307         | 281         | 253         |
| Fuencaliente                  | 1.126       | 1.082       | 1.024       |
| Fuenllana                     | 301         | 261         | 211         |
| Fuente el Fresno              | 3.622       | 3.365       | 3.208       |
| Granátula de Calatrava        | 926         | 819         | 717         |
| Guadalmez                     | 866         | 813         | 697         |
| Herencia                      | 9.215       | 8.758       | 8.456       |
| Hinojosas de Calatrava        | 568         | 499         | 522         |
| Horcajo de los Montes         | 1.022       | 959         | 833         |
| Las Labores                   | 659         | 617         | 558         |
| La Solana                     | 16.324      | 15.979      | 15.419      |
| Llanos del Caudillo           | 724         | 739         | 683         |
| Los Cortijos                  | 985         | 961         | 877         |
| Los Pozuelos de Calatrava     | 443         | 430         | 359         |
| Luciana                       | 419         | 398         | 364         |
| Malagón                       | 8.731       | 8.280       | 7.881       |
| Manzanares                    | 19.242      | 18.642      | 17.962      |
| Membrilla                     | 6.362       | 6.168       | 5.942       |
| Mestanza                      | 796         | 724         | 669         |
| Miguelturra                   | 14.312      | 15.032      | 15.498      |
| Montiel                       | 1.570       | 1.450       | 1.294       |
| Moral de Calatrava            | 5.701       | 5.429       | 5.208       |
| Navalpino                     | 268         | 235         | 221         |
| Navas de Estena               | 355         | 265         | 293         |
| Pedro Muñoz                   | 8.684       | 7.714       | 7.285       |
| Picón                         | 695         | 698         | 668         |
| Piedrabuena                   | 4.809       | 4.624       | 4.379       |
| Poblete                       | 1.850       | 2.334       | 2.667       |
| Porzuna                       | 4.065       | 3.742       | 3.465       |
| Pozuelo de Calatrava          | 3.064       | 3.371       | 3.586       |
| Puebla de Don Rodrigo         | 1.253       | 1.220       | 1.162       |
| Puebla del Príncipe           | 853         | 756         | 686         |
| Puerto Lápice                 | 1.022       | 955         | 891         |
| Puertollano                   | 52.300      | 50.035      | 46.607      |
| Retuerta del Bullaque         | 1.173       | 1.019       | 927         |
| Ruidera                       | 588         | 608         | 549         |
| Saceruela                     | 652         | 617         | 564         |
| San Carlos del Valle          | 1.201       | 1.184       | 1.109       |
| San Lorenzo de Calatrava      | 266         | 231         | 207         |
| Santa Cruz de los Cáñamos     | 593         | 546         | 515         |
| Santa Cruz de Mudela          | 4.614       | 4.330       | 4.085       |
| Socuéllamos                   | 13.651      | 12.721      | 12.079      |
| Solana del Pino               | 414         | 353         | 314         |
| Terrinches                    | 925         | 782         | 653         |
| Tomelloso                     | 38.641      | 37.645      | 36.168      |
| Torralba de Calatrava         | 3.104       | 3.107       | 2.966       |
| Torre de Juan Abad            | 1.240       | 1.108       | 1.000       |
| Torrenueva                    | 2.991       | 2.911       | 2.667       |
| Valdemanco del Esteras        | 241         | 210         | 168         |
| Valdepeñas                    | 31.370      | 30.514      | 30.252      |
| Valenzuela de Calatrava       | 782         | 706         | 674         |
| Villahermosa                  | 2.202       | 2.014       | 1.790       |
| Villamanrique                 | 1.383       | 1.286       | 1.128       |
| Villamayor de Calatrava       | 618         | 673         | 620         |
| Villanueva de la Fuente       | 2.490       | 2.288       | 2.033       |
| Villanueva de los Infantes    | 5.772       | 5.373       | 4.869       |
| Villanueva de San Carlos      | 373         | 308         | 291         |
| Villar del Pozo               | 103         | 99          | 61          |
| Villarrubia de los Ojos       | 11.119      | 10.494      | 9.762       |
| Villarta de San Juan          | 3.061       | 2.953       | 2.739       |
| Viso del Marqués              | 2.804       | 2.524       | 2.256       |
| Ciudad Real Provincia         | 529.453     | 513.713     | 495.045     |